# Alchemy of Souls
Alchemy of Souls (Originaltitel koreanisch 환혼 RR Hwanhon) ist eine südkoreanische Fernsehserie der Produktionsfirmen Studio Dragon und High Quality. Die von den Hong-Schwestern geschriebene Serie bietet einen Genremix aus Fantasy, Romantik und Action. Sie wurde erstmals am 18. Juni 2022 auf tvN ausgestrahlt. In ausgewählten Regionen ist sie auch auf TVING und Netflix zum Streaming verfügbar.
Die Serie ist in zwei Teile aufgeteilt: Teil 1 wurde vom 18. Juni bis zum 28. August 2022 mit 20 Episoden ausgestrahlt, während Teil 2 (Alchemy of Souls: Light and Shadow) mit 10 Episoden vom 10. Dezember 2022 bis zum 8. Januar 2023 ausgestrahlt wurde.

## Handlung
Alchemy of Souls spielt in dem fiktiven Land Daeho, welches an dem großen See Gyeongcheondaeho liegt. Menschen, welche die Energie des Himmels durch ausgiebige Übung nutzen und kontrollieren können, werden Magier genannt.
Die nach und nach enthüllte Vorgeschichte beginnt mit dem Magier Jang Kang, der von dem todkranken König gebeten wird, einen temporären Seelentausch (durch die sogenannte Alchemie der Seelen) zwischen den beiden durchzuführen. Der König betrügt aber Jang Kang, indem er als Jang Kang mit dessen Frau schläft, um einen Erben zu zeugen. Der verzweifelte Jang Kang (im Körper des kranken Königs) ist nicht in der Lage, etwas dagegen zu tun. Der aus dieser Verbindung entstandene Sohn, Jang Uk, wird unter dem Königsstern geboren, was als machtvolles Vorzeichen gilt. Um das Kind zu schützen, versucht Jang Kang, all dies geheim zu halten, blockiert das Energieportal von Jang Uk, damit dieser keine Magie erlernen kann, und verlässt Daeho unter dem Vorwand, nach der vermissten Tochter eines Freundes zu suchen.
20 Jahre später geht die Geschichte mit der mächtigen Attentäterin und Magierin Naksu weiter. Aus Rache will sie die Magier der vier berühmtesten Familien von Daeho töten. Nachdem sie in einem Kampf auf dem gefrorenen Gyeongcheondaeho-See schwer verletzt wurde, flieht sie und wird verfolgt. Auf der Flucht führt sie als letzten Ausweg die Alchemie der Seelen an sich selbst durch und schlüpft versehentlich in den Körper eines blinden Mädchens namens Mu-deok. Als Dienerin kommt Mu-deok in die Dienste von Jang Uk, der hofft, mit ihrer Hilfe sein Energieportal zu öffnen und ihr Magieschüler zu werden.

## Besetzung

### Hauptbesetzung
- Lee Jae-wook als Jang Uk (Winter)
  - Park Sang-hoon als junger Jang Uk
- Jung So-min als Mu-deok/Nak-su (nach Alchemie der Seelen)/Jin Bu-yeon (Mu-deoks Geburtsname)
- Go Youn-jung als Nak-su (vor der Alchemie der Seelen)/Cho Yeong (richtiger Name)
  - Gu Yoo-jung als junge Nak-su
- Hwang Min-hyun als Seo Yul (Herbst)
  - Moon Seong-hyun als junger Seo Yul

### Nebenbesetzung

#### Familie Jang
- Oh Na-ra als Haushälterin Kim, Ersatzmutter von Jang Uk
- Joo Sang-wook als Jang Gang (Leiter von Cheonbugwan)
- Bae Gang-hee als Do-hwa

#### Songrim
- Yoo Jun-sang als Park Jin (Leiter von Songrim, bestehend aus Sejukwon und Jeongjingak)
- Yoo In-soo als Park Dang-gu (Sommer)
- Lee Ha-yool als Sang-ho

#### Sejukwon (Krankenstation in Songrim)
- Lee Do-kyung als Heo Yeom (Leiter von Sejukwon)
- Hong Seo-hee als Heo Yun-ok
- Jung Ji-an als Soon-yi

#### Jeongjingak (Magierschule in Songrim)
- Lee Ji-Hoo als Cha Beom
- Lee Bong-Joon als Gu-Hyo
- Joo Min-Soo als Han Yeol

#### Cheonbugwan (Sternaufzeichnungs-Institut)
- Jo Jae-yoon als Jin Mu (stellvertretender Leiter von Cheonbugwan)
- Choi Ji-ho als Gil-ju
- Cha Yong-hak als Yeom-su

#### Familie Jin
- Park Eun-hye als Jin Ho-kyung (Leiterin von Jinyowon)
- Arin als Jin Cho-yeon (Frühling)
- Joo Seok-tae als Jin Woo-tak
- Yoon Hae-bin als junge Jin Bu-yeon

#### Königliche Familie
- Shin Seung-ho als Go Won (Kronprinz)
- Choi Kwang-il als Go Soon (König)
- Kang Kyung-heon als Seo Ha-sun (Königin)
- Park Byung-eun als Go Seong
- Lee Ki-seop als Eunuch Oh
- Jeong Ji-sun als Eunuch Kim

#### Chwiseollu
- Park So-jin als Joo-wol

#### Chwiseonru (Bordell)
- Park So-jin als Ju-wol (Besitzerin von Chwiseonru)
- Hye-Won Jeon als Ae-hyang
- Park Sang-Hyun als Gisaeng
- Cho Ye-Gyul als Sängerin (Folge 9)

#### Weitere
- Im Chul-soo als Lee Cheol (Meister Lee)
- Seo Hye-won als So-yi
- Woo Hyun als Mönch Ho-yeon
- Lee Ji-hoo als Cha Beom
- Lee Bong-jun als Gu Hyo
- Joo Min-soo als Han Yeol

##### Besondere Auftritte
- Yeom Hye-ran als mysteriöse Frau
- Kim Hyun-sook als Dienstmädchen Park
- Jang Sung-beom als Kang Gaek-ju
- Shim So-young als Schamanin Choi

## Produktion

### Entwicklung
Die Vorbereitungen für die Serie sowie die Verhandlungen mit tvN über die Fernsehsendung begannen 2019 unter dem Arbeitstitel „Kann diese Person übersetzt werden“ (이 사람 통역이 되나요 I Saram Tong-yeog-i Doenayo).

### Casting
Im Januar 2021 gab die Agentur von Park Hye-su bekannt, dass die Schauspielerin für Alchemy of Souls vorgesprochen hatte. Im Juni wurde bekannt gegeben, dass dem Schauspieler Joo Sang-wook eine Rolle in der Serie angeboten wurde.
Zunächst wurde bestätigt, dass Park Hye-eun die weibliche Hauptrolle spielen würde. Im Juli 2021 beschloss sie jedoch, die Serie in gegenseitigem Einvernehmen mit dem Produktionsteam zu verlassen. Es hieß, dass Park, obwohl sie eine Anfängerin ist, sich hart auf die Serie vorbereitet hatte, aber einen großen Druck verspürte, die Hauptfigur eines so großen Projekts zu spielen. Die Rolle wurde dann der Schauspielerin Jung So-min angeboten. Jung und der Regisseur Park Joon-hwa hatten bereits 2017 in der TV-Serie Because This Is My First Life zusammengearbeitet.
Die Besetzung der Hauptrollen, bestehend aus Lee Jae-wook, Jung So-min, Hwang Min-hyun von der Boygroup Wanna One, Shin Seung-ho, Yoo Jun-sang, Oh Na-ra und Jo Jae-yoon, wurde von tvN am 3. März 2022 offiziell bekannt gegeben. Am 21. März wurde bekannt gegeben, dass Yoo In-soo, Arin von der Girlgroup Oh My Girl, Park Eun-hye, Lee Do-kyung und Im Chul-soo der Besetzung beigetreten sind.

### Dreharbeiten
Im August 2021 unterzeichneten die Produktionsfirmen Studio Dragon und High Quality eine Vereinbarung mit der Stadt Mungyeong über den Bau eines Drehortes in Maseong-myeon im Wert von 5 Mrd. ₩ für die Produktion von Alchemy of Souls.
Am 6. Oktober 2021 wurde bekannt gegeben, dass die Dreharbeiten für diese Woche abgebrochen wurden, nachdem ein Mitarbeiter am Morgen des 5. Oktobers positiv auf COVID-19 getestet worden war. Alle Mitglieder des Produktionsteams unterzogen sich daraufhin einem PCR-Test. Einige Mitarbeiter, die als enge Kontaktpersonen eingestuft wurden, begaben sich selbst in Quarantäne, obwohl sie negativ auf die Ansteckung getestet wurden.

### Original-Soundtrack
Das Album erreichte Platz 18 der wöchentlichen Circle Album Charts und bis September 2022 wurden 8.906 Exemplare verkauft.